# 酒國英雄榜
《酒國英雄榜》（英語：Beerfest）是一部2006年美國喜劇片，由破碎蜥蜴的傑伊·錢德拉薩卡執導並與其餘成員凱文·赫夫南、史蒂夫·雷米、保羅·索德、艾瑞克·史托漢斯克共同編寫劇本及主演。劇情描述美國兩兄弟前往德國參加慕尼黑，卻偶然發現了一場秘密、有數百年歷史的啤酒節比賽；在賽中被德國人羞辱的兩人回到美國尋找好手並訓練，準備一雪前恥。
電影於新墨西哥州阿布奎基拍攝；2006年8月25日美國上映。

## 劇情
揚和陶德·沃夫豪斯兄弟倆在德國裔曾祖父約翰·馮·沃夫豪森的葬禮後，曾祖母要求兄弟倆履行家族傳統而前往德國慕尼黑參加，以將曾祖父的骨灰散在當地特蕾西娅草坪。兄弟倆在活動會場與當地人發生了爭執，導致整個活動會場的帳篷都被掀翻。然後他們參加了由沃夫岡·馮·沃夫豪森男爵舉辦的地下啤酒節，並發現對方與沃夫豪森家族有關。德國隊憤怒否認家庭關係，透露約翰只是個馬夫，並與妓女（曾祖母）在幾十年前偷走了「史上最棒啤酒」的配方至國外。被堂兄弟嘲弄激怒，揚和陶德向德國隊挑戰喝酒比賽，但失敗後在當眾蒙羞，沃夫岡把祖父的骨灰倒在他們身上，揚的眼睛還被打了一拳。
揚和陶德回美國科羅拉多州後誓言向德國人報仇，並招募大學朋友——酒鬼費爾·「清埋場」·克倫德爾、猶太科學家查理·「芬克」·芬克斯坦和男妓巴瑞·巴德里納，組成美國啤酒節代表隊，但此事未向曾祖母透露。在團隊為期一年的訓練中，兄弟倆發現祖父並未偷走家族啤酒配方，而是巴伐利亞家族啤酒廠的合法繼承人。該團隊使用重新發現的配方來釀造施尼岑吉格爾（Schnitzengiggle）啤酒，其美味的味道讓他們敬畏並受顧客歡迎。
德國隊收到一瓶寄來的酒後，沃夫豪森家族前往美國取回配方。沃夫豪森一家與揚和陶德發生衝突後，沃夫豪森一家偽造證據證明兄弟的餐廳存在健康問題，導致店面停業。芬克因實驗室表現不佳被解僱而退出了團隊；與此同時，費爾抓獲了曾祖母的看護切莉幫德國人偷配方。在一陣對決中，費爾掉落裝滿啤酒的大桶中淹死。幾分鐘後，揚發現了屍體，認為費爾因妻子帶走孩子而難過地自殺，團隊最終決定解散。
葬禮結束後，曾祖母透露她一直都知道啤酒節的事。然後，她用激動人心的演講激勵了失去親人的團隊。巴瑞這時坦白，由於多年前乒乓球比賽中的一次創傷事件，他無法加入，但仍被曾祖母說服。突然，和費爾長得一模一樣的兄弟吉爾現身，主動協助他們。然後，他與已故兄弟的妻子開始了一段戀情，這與團隊的命運在啤酒節期間發生了逆轉。
在德國，該團隊使用一個空木桶作為「特洛伊木馬」進入會場，兄弟倆向沃夫豪森展示了與兩位啤酒節創始人的驚人相似之處後，美國人被允許參加，從而使人群相信他們的沃夫豪森血統。在決賽中，吉爾受到切莉汙辱費爾的言論而輸掉比賽。揚再次向德國隊提出挑戰，以換取手中的真正配方，而切莉偷到的配方則是低碳水化合物草莓啤酒，讓生氣的沃夫岡處決了切莉。當德國隊一人打掉芬克的圓帽時，芬克的眼中出現「猶太之眼」（Eye of the Jew）而進入一種純粹集中憤怒的狀態，這讓他得以作為團隊壓軸。德國隊搶先喝完最後一瓶酒，但卻漏了最後一滴，美國隊贏得勝利。揚和陶德保住配方並贏得了對方的德國酒廠。

## 演員
- 保羅·索德（英语：Paul Soter）飾演揚·沃夫豪斯（Jan Wolfhouse）[3]
- 艾瑞克·史托漢斯克（英语：Erik Stolhanske）飾演陶德·沃夫豪斯（Todd Wolfhouse）／路德維希·馮·沃夫豪森男爵（Baron Ludwig von Wolfhausen）[3]
- 傑伊·錢德拉薩卡（英语：Jay Chandrasekhar）飾演巴瑞·巴德里納（Barry Badrinath）[3]
- 凱文·赫夫南（英语：Kevin Heffernan (actor)）飾演費爾·「清埋場」·克倫德爾（Phil "Landfill" Krundle）／吉爾·「清埋場」·克倫德爾（Gil "Landfill" Krundle）／隨意的香腸女士[3]
- 史蒂夫·雷米（英语：Steve Lemme）飾演查理·「芬克」·芬克斯坦／司儀（Charlie "Fink" Finkelstein / Emcee）[3]
- 布蘭查德·瑞恩（英语：Blanchard Ryan）飾演克莉絲塔·克倫德爾（Krista Krundle）
- 尤爾根·普洛斯諾（英语：Jürgen Prochnow）飾演沃夫岡·馮·沃夫豪森男爵（Baron Wolfgang von Wolfhausen）
- 奈特·法松（英语：Nat Faxon）飾演羅夫（Rolf）
- 威爾·福爾特飾演奧托（Otto）
- 艾瑞克·克里斯蒂安·奥森飾演岡瑟（Gunther）
- 羅夫·姆勒飾演哈馬赫（Hammacher）
- 君特·斯里坎普（英语：Günter Schlierkamp）飾演史萊默（Schlemmer）
- 克蘿麗絲·利奇曼飾演沃夫豪斯曾祖母（Great Gam Gam Wolfhouse）
  - 莎拉·費戈滕（Sarah Figoten）飾演年輕的曾祖母
- 莫妮克飾演切莉（Cherry）
- 麥克·甘尼（英语：M. C. Gainey）飾演牧師
- 詹姆斯·羅德飾演德國信使
- 菲利普·布華尼克麥耶（英语：Philippe Brenninkmeyer）飾演裁判
- 坎達絲·史密斯（英语：Candace Smith）飾演娜歐蜜（Naomi）
- 奧黛莉·瑪麗·安德森（英语：Audrey Marie Anderson）飾演頭暈女子
- 錢塔爾·劉易斯（英语：Chauntal Lewis）飾演被桶潑的女子
- 梅里亞·尼爾森（Meriah Nelson）飾演上空女子
- 露克絲·卡西迪（Lux Kassidy）飾演瑞典隊成員（未掛名）
- 西蒙娜·富斯科（Simona Fusco）飾演烏莎（Ulsa）
- 唐納·蘇德蘭飾演約翰·馮·沃夫豪森（Johann von Wolfhouse，未掛名）
- 威利·尼爾森飾演他自己（未掛名客串）

## 製作
傑伊·錢德拉薩卡當被問及本片的概念從何而來時，表示：「我們在澳大利亞的一間啤酒花園（穿著我們的警察制服），上台挑戰裡頭的前五名酒客。我們贏了，但保羅·索德開始喝酒，後很快一敗塗地，現場大暴走。然後我們進行了腕力比賽，史蒂夫·雷米侮辱了澳洲國寶羅素·克洛，我們不得不被保安護送出去。我們認為喝啤酒的部分將會是部有趣的電影。」

## 外部連結
- 互联网电影数据库（IMDb）上《酒國英雄榜》的资料（英文）
- 爛番茄上《酒國英雄榜》的資料（英文）